# Utbult-stipendiet
Utbult-stipendiet är ett stipendium som Tidningen Dagen och Roland Utbult, när han firade sina 25 år som sångare och musiker, stiftade och som delas ut för att främja och uppmuntra nyskapande inom kristen sång och musik. Det riktar sig till låtskrivare, sångare och musiker inom olika musikstilar, exempelvis pop, rock och lovsång.

## Stipendiater
- 1999 – Rebecca Malmborg
- 2000 – Samuel Ljungblahd
- 2001 – Jon Peterson
- 2002 – Sofia & Hanna Corneskog
- 2003 – Isabelle Arnfjell ("Belle")
- 2004 – Erik Tilling
- 2005 – Joel Börjesson (då Berggren)
- 2006 – Evelina Gard
- 2007 – Michael Johnson
- 2008 – Maria Gustin Bergström  [1]
- 2009 – Dynamic (vocalgrupp)
- 2010 – Anna Weister Andersson
- 2011 – Carl Johan Grimmark
- 2012 – Terese Fredenwall[2]
- 2013 – Tobias Hedlund[3]
- 2014 – Malena Furehill[4]
- 2015 – Ellen Vingren och John Vingren (Delat pris)[5]
- 2016 – Agnes Grahn
- 2017 – Hanna Bertilsson och Alexandra Ougleva
- 2018 – Benesser
- 2019 – Jonas Engström[6]
- 2020 – Joakim och Therése Sandström
- 2021 – Martina Möllås
- 2023 – Samuel Lundell[7]